# Matsuya (warenhuis)

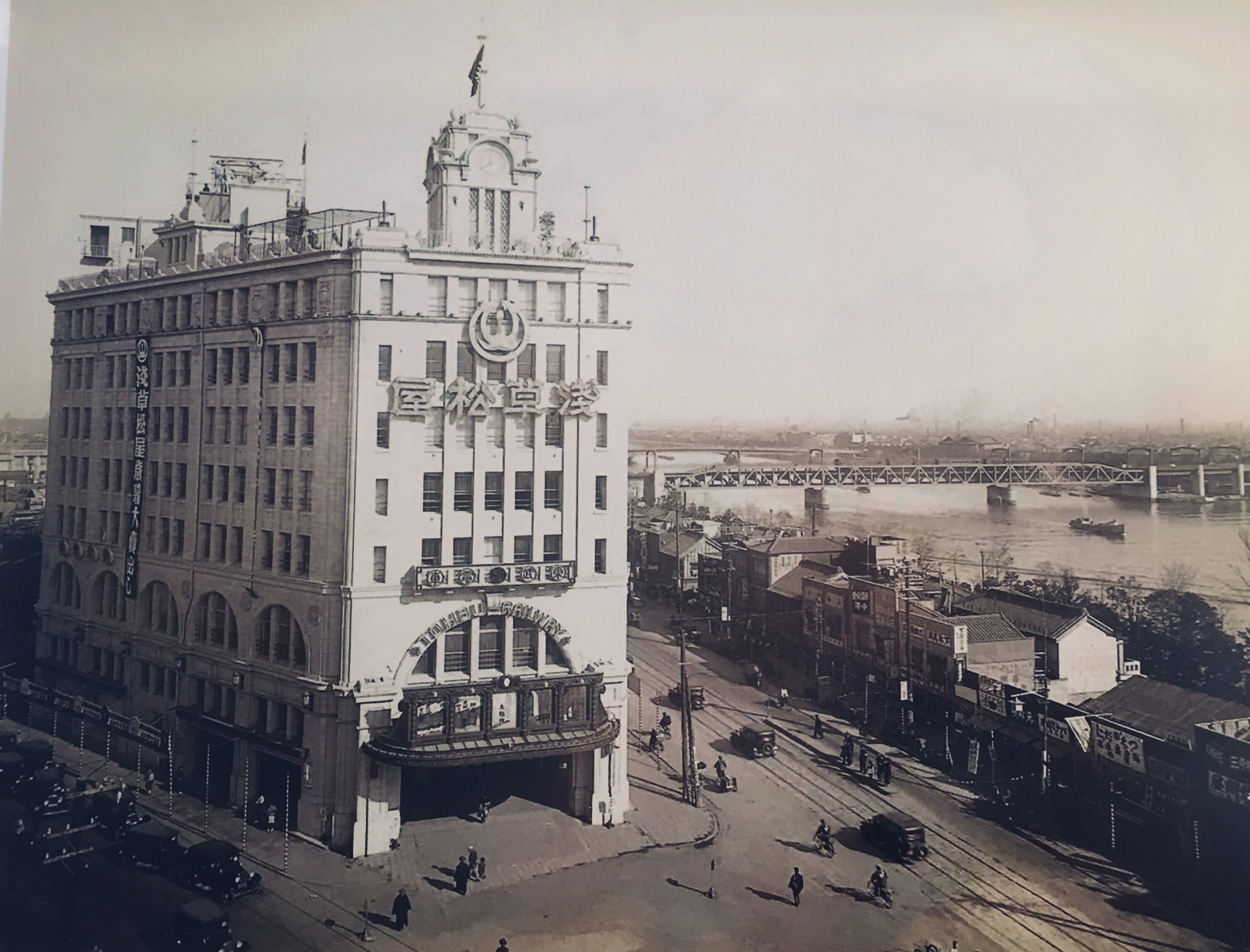
Het Asakusa-filiaal in 1931, met rechts de Sumida-rivier.

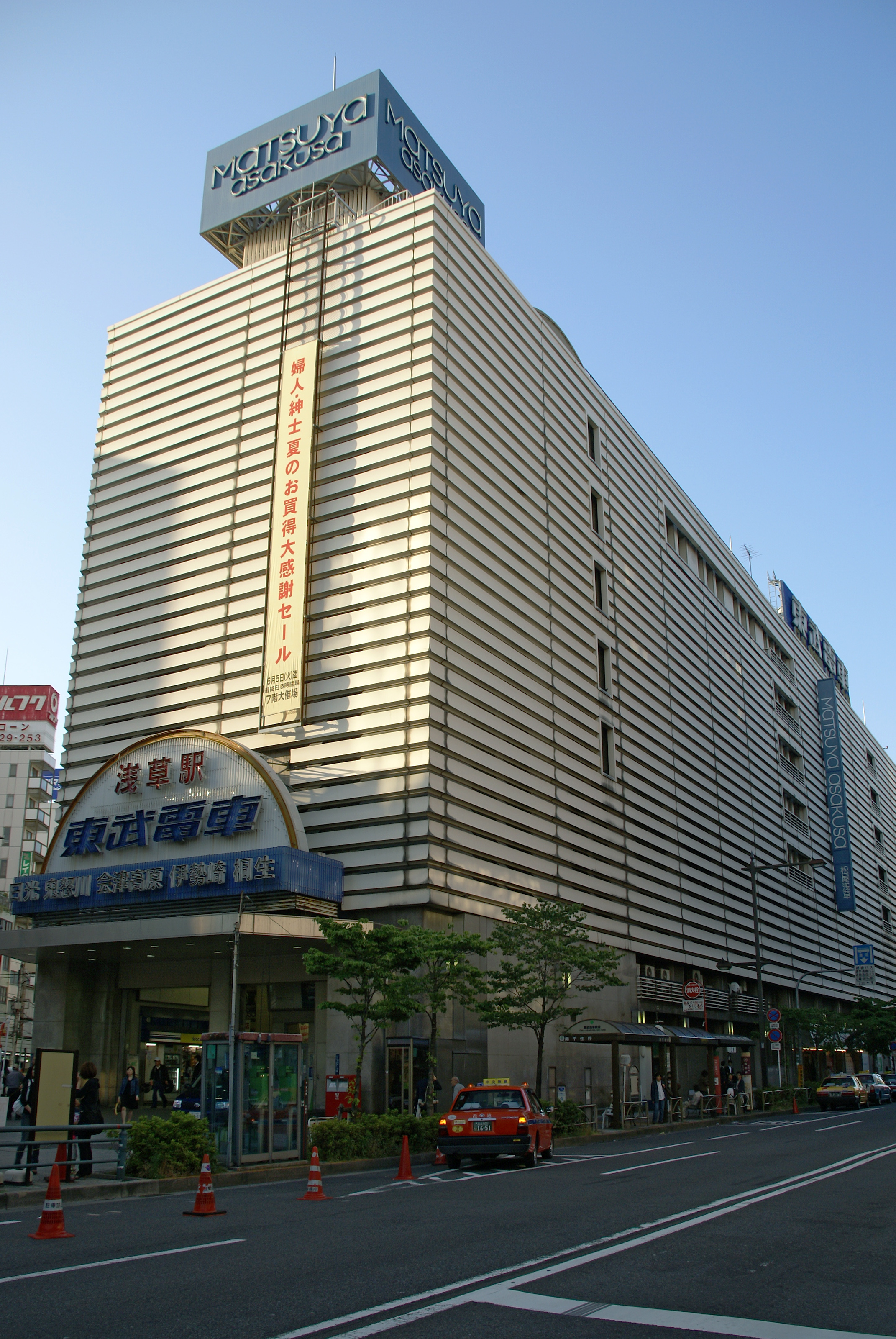
De vestiging in Asakusa voor de renovatie

Matsuya Co., Ltd. (株式会社松屋) is een Japans warenhuisbedrijf uitTokio, opgericht in 1869. De onderneming heeft een hoofdvestiging in Ginza (geopend in 1925) en een nevenvestiging in Asakusa (geopend in 1930).
Het bedrijf is ontstaan in de Meiji-restauratie en werd opgericht in 1869 in Yokohama als Tsuruya, een winkel die katoen voor kimono's verkocht. In 1889 kocht het Imagawa Matsuya, een winkel in kimonostoffen in Tokio, opgericht in 1776, en nam de naam van laatstgenoemde aan vanwege zijn historische afkomst. In 1907 opende het een winkel in westerse stijl met drie verdiepingen. In 1925 werd een modern warenhuis in Ginza geopend.
In de jaren zestig hield de vestiging in Ginza twee gerenommeerde kunsttentoonstellingen: "From Space to Environment" en "Good Design".
In 1971 ging Matuya een vrijblijvende samenwerking aan met de Japanse warenhuisketen Isetan. In 2002 nam Matsuya een aandelenbelang in Isetan in een poging de relatie te versterken. De twee bedrijven groeiden echter uit elkaar nadat Isetan in 2007 instemde om te fuseren met Matsuya's rivaal Mitsukoshi, dat ook een vlaggenschip-warenhuis exploiteert in Ginza. 
Op 27 september 2012 werd het vernieuwde filiaal Asakusa-Matsuya heropend als "EKIMISE". Bij de vernieuwing werden de gevels in de oorspronkelijke toestand uit 1931 teruggebracht. De vernieuwing vond plaats ter gelegenheid van de opening van de Tokyo Skytree. In april 2019 hield Matsuya een actie om de aankondiging van de nieuwe naam van het keizerlijke tijdperk te vieren, waarbij  klanten van wie de naam een van de Chinese karakters rei of wa bevatte een speciale behandeling werd aangeboden.
 